# Primeira Divisão 1972-73
La Primeira Divisão 1972/73 fue la 39.ª edición de la máxima categoría de fútbol en Portugal. Benfica ganó su 20° título. El goleador fue Eusébio del Benfica con 40 goles.

## Tabla de posiciones
| Pos | Equipo                     | PJ | PG | PE | PP | GF  | GC | Pts |                               |
| --- | -------------------------- | -- | -- | -- | -- | --- | -- | --- | ----------------------------- |
| 1   | Benfica                    | 30 | 28 | 2  | 0  | 101 | 13 | 58  | Copa de Campeones de Europa   |
| 2   | Belenenses                 | 30 | 14 | 12 | 4  | 53  | 30 | 40  | Copa UEFA                     |
| 3   | Vitória de Setúbal         | 30 | 16 | 6  | 8  | 65  | 26 | 38  | Copa UEFA                     |
| 4   | Porto                      | 30 | 15 | 7  | 8  | 56  | 28 | 37  |                               |
| 5   | Sporting de Portugal       | 30 | 15 | 7  | 8  | 57  | 31 | 37  | Recopa de Europa              |
| 6   | Vitória de Guimarães       | 30 | 11 | 11 | 8  | 38  | 38 | 33  |                               |
| 7   | Boavista                   | 30 | 12 | 7  | 11 | 41  | 47 | 31  |                               |
| 8   | GD CUF                     | 30 | 11 | 8  | 11 | 38  | 37 | 30  |                               |
| 9   | Leixões                    | 30 | 11 | 8  | 11 | 32  | 45 | 30  |                               |
| 10  | Barreirense                | 30 | 9  | 7  | 14 | 43  | 64 | 25  |                               |
| 11  | Farense                    | 30 | 8  | 8  | 14 | 27  | 53 | 24  |                               |
| 12  | Baira-Mar                  | 30 | 5  | 13 | 12 | 27  | 57 | 23  |                               |
| 13  | Montijo                    | 30 | 9  | 5  | 16 | 29  | 47 | 23  |                               |
| 14  | União de Coimbra           | 30 | 5  | 7  | 18 | 22  | 54 | 17  | Descenso a la Segunda Divisão |
| 15  | Atlético Clube de Portugal | 30 | 4  | 9  | 17 | 27  | 52 | 17  | Descenso a la Segunda Divisão |
| 16  | União de Tomar             | 30 | 6  | 5  | 19 | 35  | 69 | 17  | Descenso a la Segunda Divisão |

|                               |
| Campeón SL Benfica 20° título |